# François Bayle (médecin)
Pour les articles homonymes, voir François Bayle et Bayle.
François Bayle, né en 1622 à Saint-Bertrand-de-Comminges près de Toulouse, et mort le 24 septembre 1709 à Toulouse, est un professeur de médecine à l'Université de Toulouse.

## Biographie
Il fut titulaire d’une chaire de médecine à Toulouse et l’occupa jusqu’à sa mort. Selon Éloy, 

« c’était un homme droit , qui regardait le mérite des autres Savans sans envie, & qui fermait les yeux sur le sien. Grand & rigide observateur de la discipline, il voulait que tout le monde se rangeat à son devoir ; égal à lui-même dans la prospérité, inaltérable dans l’adversité, il fit paroître dans les plus facheux accidens la fermeté d’un Philosophe Chrétien. »

Membre de l’Académie des Jeux floraux, il était un des fondateurs de l’Académie des sciences, inscriptions et belles-lettres de Toulouse (Académie des Lanternistes).
Dans son Discours sur l’expérience et la raison (1675) il insistait sur la nécessité de joindre l’expérience à la raison dans l’étude de la physique, de la médecine et de la chirurgie et de fuir l’empirisme. En 1677, il publiait ses Dissertationes physicae sex dans lesquelles il démontrait que le vomissement dépendait des muscles de la paroi abdominale et non de l’estomac lui-même. Ce fut en 1682 qu’il publia à la demande du Parlement de Toulouse avec Henri Grangeron, la Relation de l’état de quelques personnes prétendües possédées dans laquelle il s’élevait avec vigueur contre les abus associés aux prétendues possession démoniaques et abordait le problème sous l’angle médical et psychologique essayant de poser les fondements d’une explication physiologique de la maladie mentale, avec les éléments que lui fournissaient les sciences fondamentales de son époque, dans le sillage des iatrochimistes et de René Descartes.

## Ecrits
- Discours sur l'experience et la raison, Paris, Thomas Moette, 1675 (lire en ligne) ;
- Tractatus de apoplexia, Toulouse, Guillemette Bernard, 1677 (lire en ligne) ;
- Relation de l'etat de quelques personnes pretenduës possédées, Toulouse, Fouchac & Bely, 1682 (lire en ligne) ;
- Dissertation sur la cause de la suspension des vapeurs dans l'air, Toulouse, Fouchac & Bely, 1687 (lire en ligne) ;
- Dissertation sur quelques questions de physique et de médecine, Toulouse, Fouchac & Bely, 1688 (lire en ligne) ;
- Histoire anatomique d'une grossesse de vingt-cinq ans, Toulouse, Guillaume-Louïs Colomyez, 1693 (lire en ligne) ;
- Institutiones physicae ad usum scholarum accomodatae, Toulouse, Guillemette (veuve) et J.-P. Douladoure, 1700 (lire en ligne) ;
- Opuscula, Toulouse, Robert Guillaume, 1701 (lire en ligne) ;